# Київська державна академія декоративно-прикладного мистецтва і дизайну імені Михайла Бойчука
Київська державна академія декоративно-прикладного мистецтва і дизайну імені Михайла Бойчука (КДАДПМД імені М. Бойчука) — вищий мистецький навчальний заклад міста Києва. Названа на честь художника Михайла Бойчука.

## Історія
Київську державну академію декоративно-прикладного мистецтва і дизайну імені Михайла Бойчука було засновано у грудні 1999 року на базі Київського художньо-промислового технікуму. В основу академії закладено давні традиції українського національного мистецтва. Походження академії бере початок з рисувальної школи Миколи Мурашка, Київського художнього училища (1900—1920) та Київського училища прикладного мистецтва (1938—1957), які стали першими фаховими школами для таких світочів українського малярства, як Микола Пимоненко, Олександр Мурашко, Іван Їжакевич, Фотій Красицький, Казимир Малевич, згодом Олександр Архипенко й Іван Кавалерідзе, Анатолій Петрицький й Олександра Екстер і художники-бойчукісти Іван Падалка та Василь Седляр.
До заснування та розвитку навчального закладу причетні перший лауреат премії імені Катерини Білокур Марфа Тимченко, народна художниця України Марія Примаченко, Іван Скицюк, Іван Гончар, а також Т. Пата, М. Муха, П. Глущенко, Н. Вовк, Параска Власенко, О. Кулик та ін.
З 2009 року на базі інституту проводиться щорічний фестиваль «Рутенія», який охоплює мистецтво каліграфії Сходу, Азії, латинського Заходу, України та Росії.
Наказом Міністерства освіти і науки України № 748 від 11 липня 2018 року інститут перейменовано на Київську державну академію декоративно-прикладного мистецтва і дизайну імені Михайла Бойчука.
До 2020 Академія була підпорядкована Міністерству освіти України. У 2020 МОН передало заклад у підпорядкування до Міністерства культури, молоді і спорту, що призвело до невиплати зарплат викладачам та стипендій студентам академії.

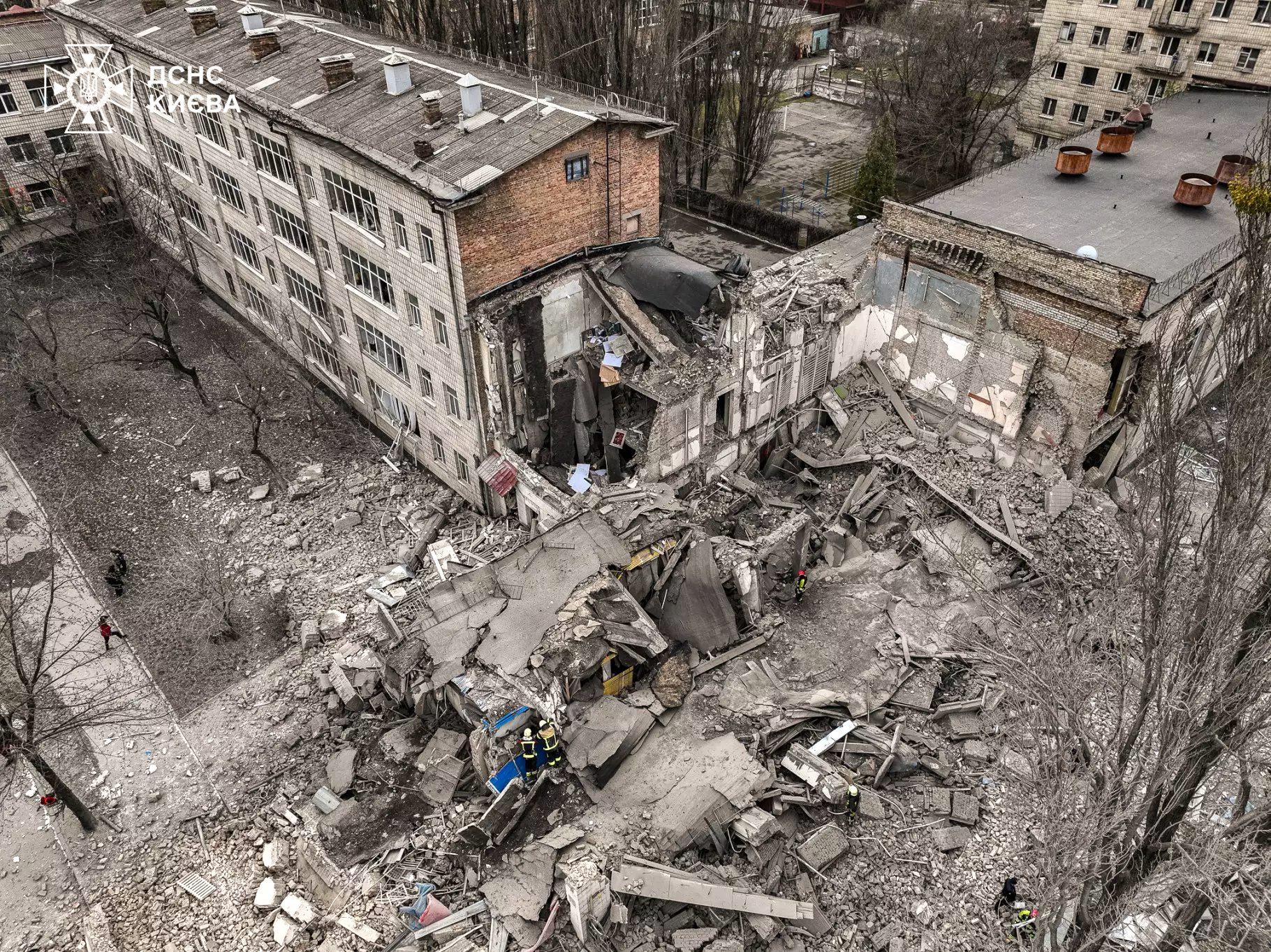
Зруйнований корпус

Унаслідок ракетного удару по Києву зранку 25 березня 2024 року зруйновано частину будівлі Академії. Уламки ракет знищили один із корпусів. Зокрема, вщент зруйновані спортивна зала, конгрес-хол та виставковий центр. Також суттєво пошкоджені приміщення кафедр та авдиторії закладу. Травмована завлабораторії.

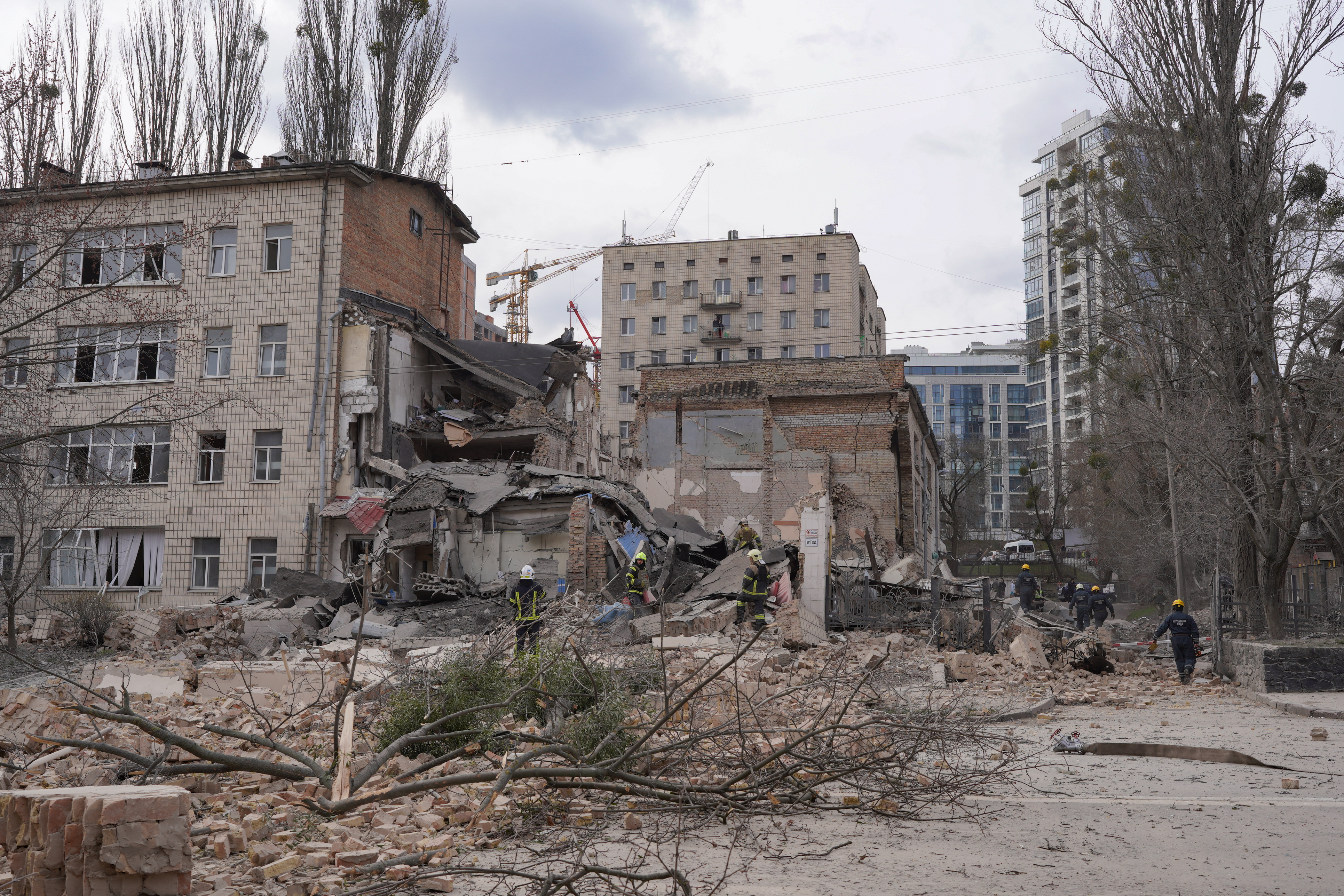
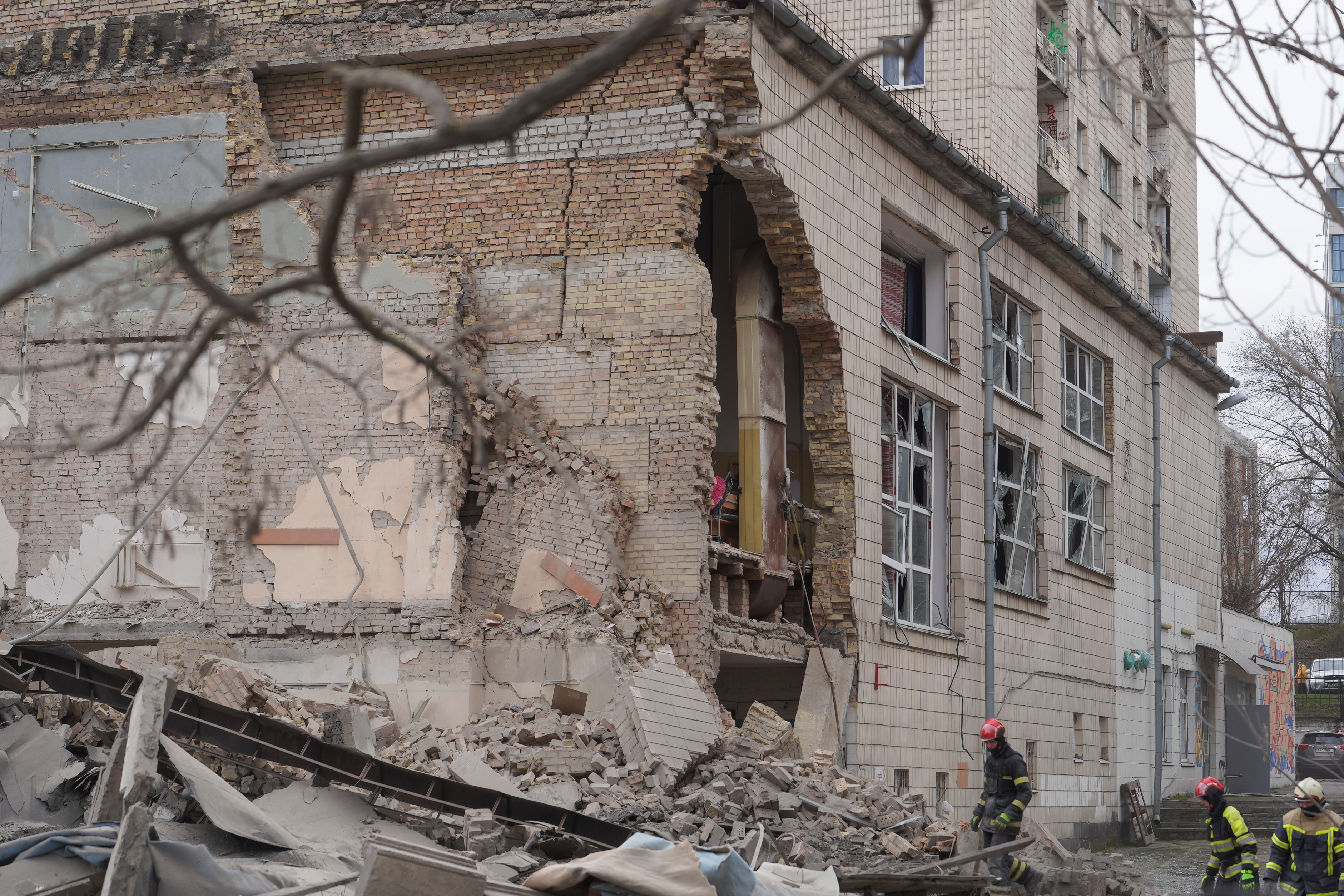
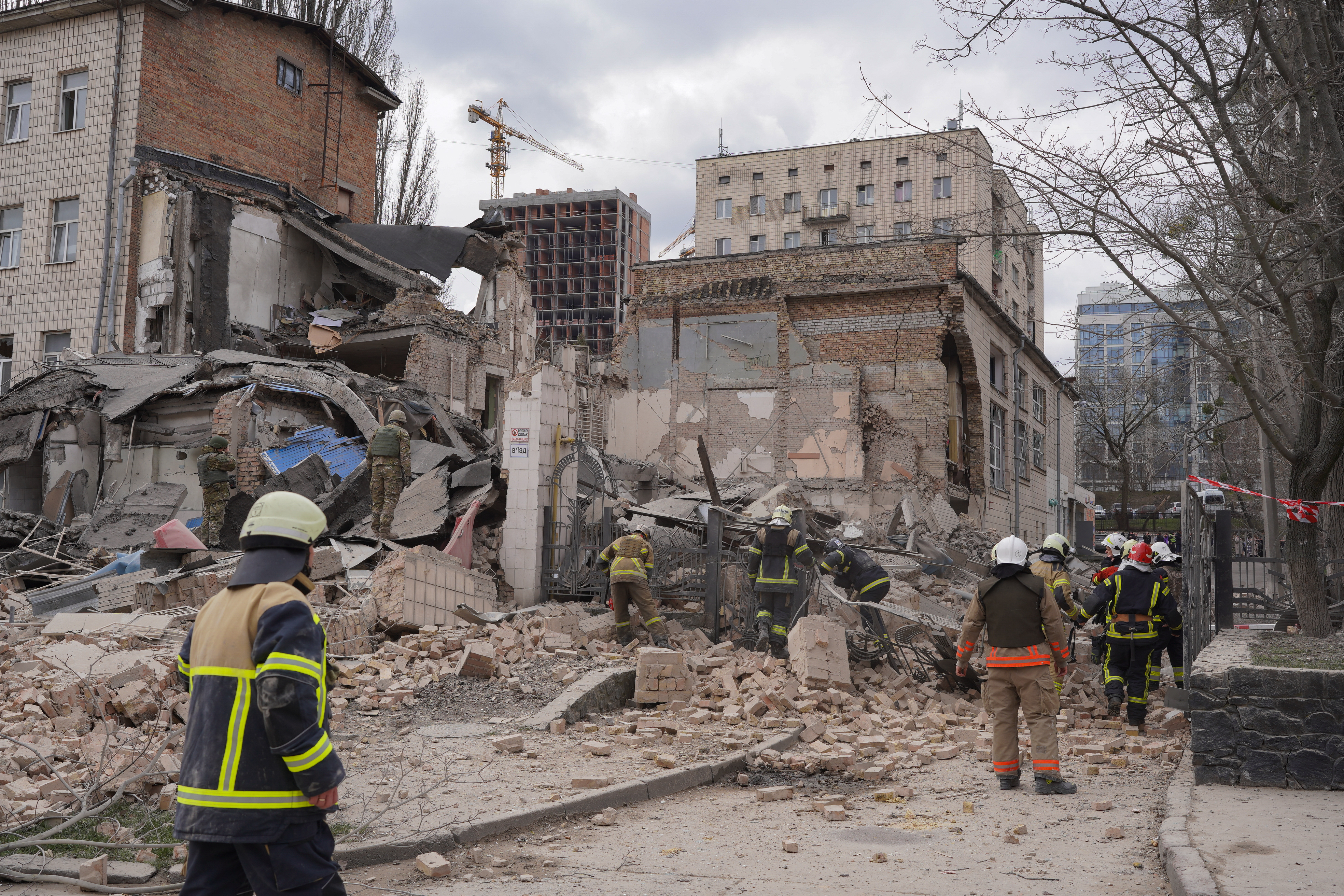
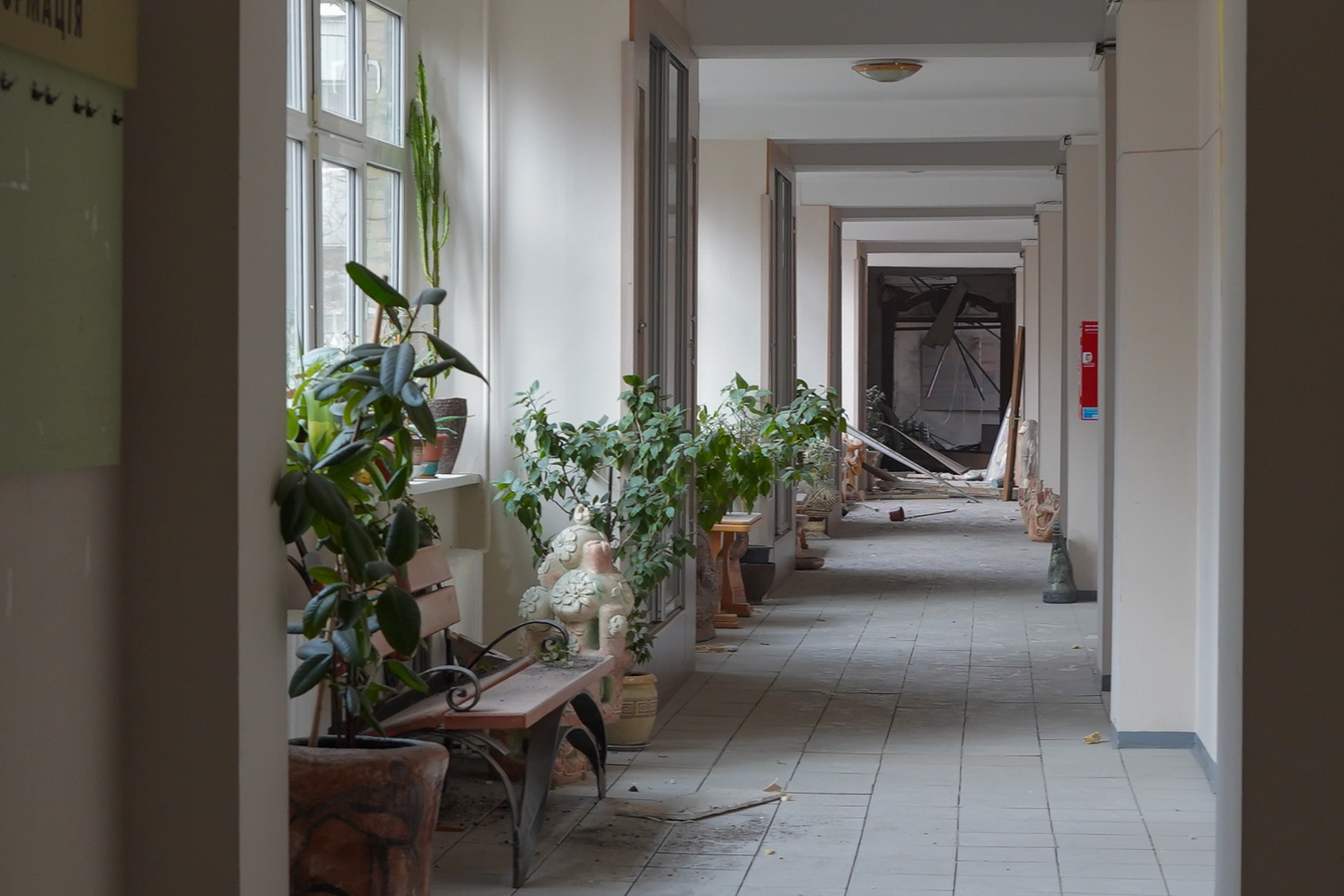

## Викладачі
В навчальному закладі викладають народний художник України Людмила Жоголь, академік Академії мистецтв України, лауреат Шевченківської премії Володимир Прядка, народний художник України, лауреат літературно-мистецької премії імені І. Нечуя-Левицького, заслужений діяч мистецтв України, професор Петро Печорний, народні художники України, професори Сергій Нечипоренко, Микола Попов, Микола Стратілат; заслужені художники України Наталя Литовченко, Сергій Одайник, Оксана Полтавець-Гуйда, Микола Білик, Юлій Скаканді, Валерій Федічєв, заслужені діячі мистецтв України, професори Ніна Велігоцька, Олена Владимирова, Валентин Сергеєв, Леонід Сотник, лауреат Шевченківської премії Василь Чебаник, Анатолій Сімонік.

## Відомі випускники
- Шкіндер Максим Анатолійович
- Діденко Анна Вікторівна
- Левадський Георгій Зіновійович

## Структура

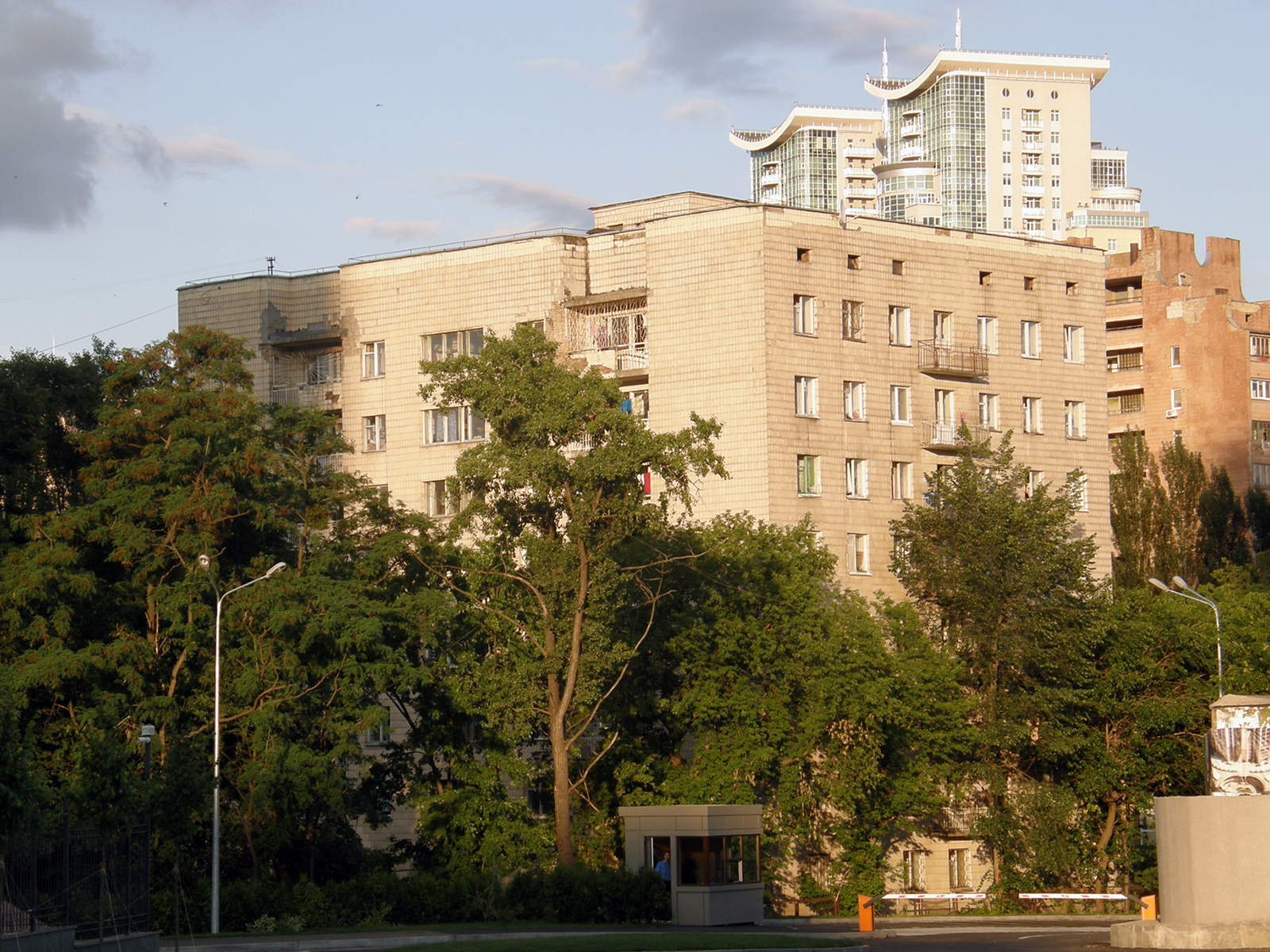
гуртожиток

### Факультети
- Факультет декоративно-прикладного мистецтва
- Факультет дизайну

### Кафедри
- Кафедра рисунка
- Кафедра живопису
- Кафедра мистецтвознавчих та гуманітарних дисциплін
- Кафедра монументально-декоративного мистецтва
- Кафедра художньої кераміки, дерева, скульптури та металу
- Кафедра художнього текстилю та моделювання костюма
- Кафедра графічного дизайну
- Кафедра промислового дизайну та комп'ютерних технологій
- Кафедра дизайну середовища

## Творчі досягнення
Твори вихованців та викладачів зберігають музеї Німеччини, Австралії, США, Канади, Італії, Польщі, Росії, Румунії, Угорщини, Японії, Сирії, Чехії та інших країн. Викладачі та випускники навчального закладу є авторами численних мистецьких творів, їхні композиції прикрашають інтер'єри палацу «Україна», Національної бібліотеки імені В. І. Вернадського, залізничного вокзалу Києва, станцій метро «Хрещатик», «Золоті  ворота», «Мінська», «Либідська», триптих «Голодомор» у Київському музеї медицини. Викладачі академії брали участь у відродженні київських святинь — Михайлівського Золотоверхого собору, Успенського собору Києво-Печерської лаври, пам'ятника княгині Ользі, Ярославу Мудрому, автори пам'ятників Владиславу Городецькому, Леоніду Бикову, Івану Мазепі (Полтава), паркових скульптур.